# Прожан
Прожа́н (фр. Projan) — коммуна во Франции, находится в регионе Юг — Пиренеи. Департамент — Жер. Входит в состав кантона Рискль. Округ коммуны — Миранд.
Код INSEE коммуны — 32333.

## География
Коммуна расположена приблизительно в 620 км к югу от Парижа, в 140 км западнее Тулузы, в 70 км к западу от Оша.
По территории коммуны протекает река Леес.

## Климат
Климат умеренно-океанический. Лето жаркое и немного дождливое, температура часто превышает 35 °С. Зимой часто бывает отрицательная температура и ночные заморозки. Годовое количество осадков — 700—900 мм.

## Население
Население коммуны на 2010 год составляло 156 человек.
| 1962 | 1968 | 1975 | 1982 | 1990 | 1999 | 2010 |
| ---- | ---- | ---- | ---- | ---- | ---- | ---- |
| 216  | 197  | 154  | 140  | 172  | 142  | 156  |

## Администрация
| Период | Период | Фамилия    | Партия | Примечания |
| ------ | ------ | ---------- | ------ | ---------- |
| 2001   | 2020   | Жак Паргад |        |            |

## Экономика
В 2010 году среди 91 человека трудоспособного возраста (15-64 лет) 74 были экономически активными, 17 — неактивными (показатель активности — 81,3 %, в 1999 году было 65,9 %). Из 74 активных жителей работали 64 человека (38 мужчин и 26 женщин), безработных было 10 (3 мужчин и 7 женщин). Среди 17 неактивных 5 человек были учениками или студентами, 7 — пенсионерами, 5 были неактивными по другим причинам.

## Фотогалерея

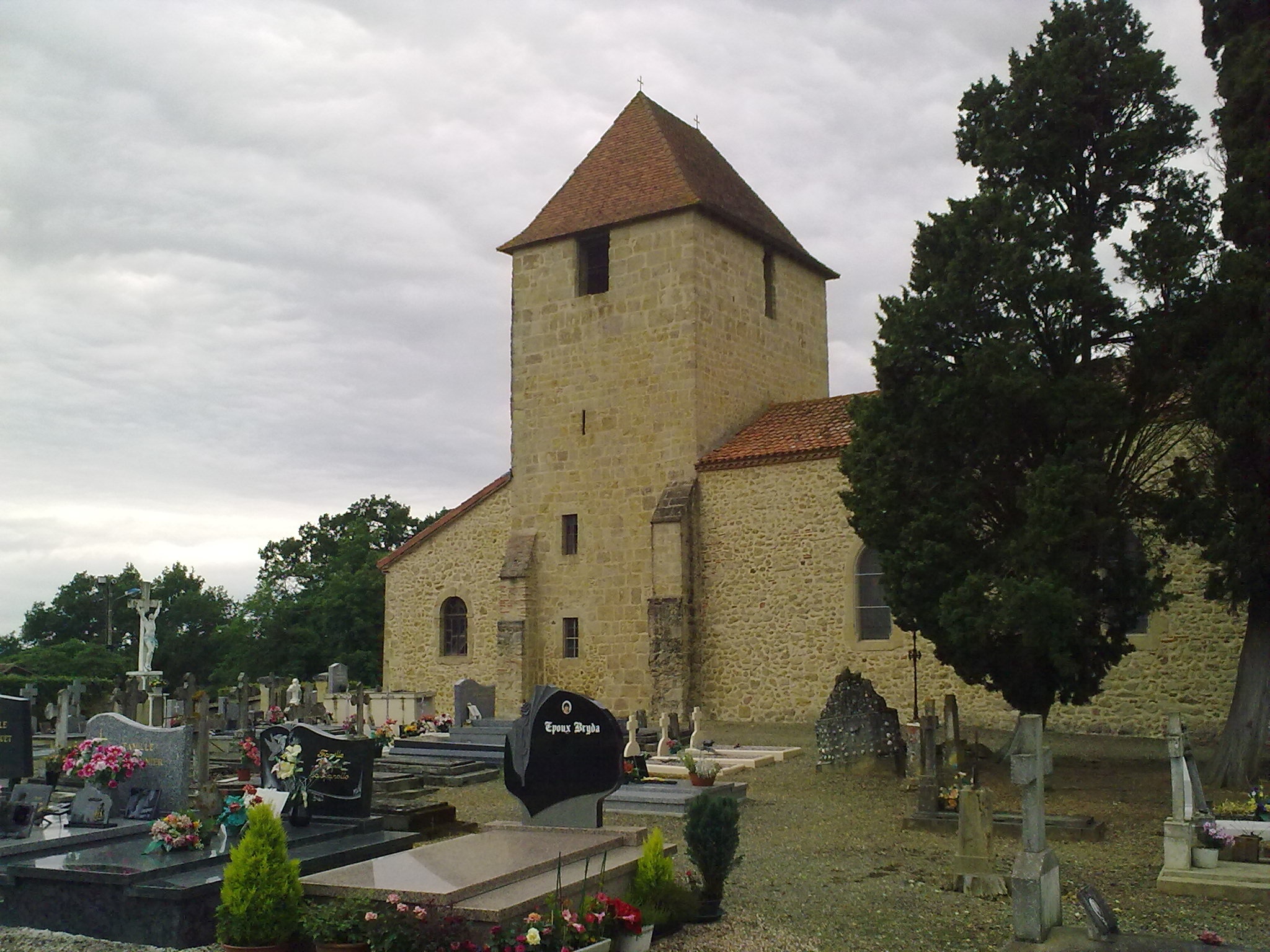
Церковь
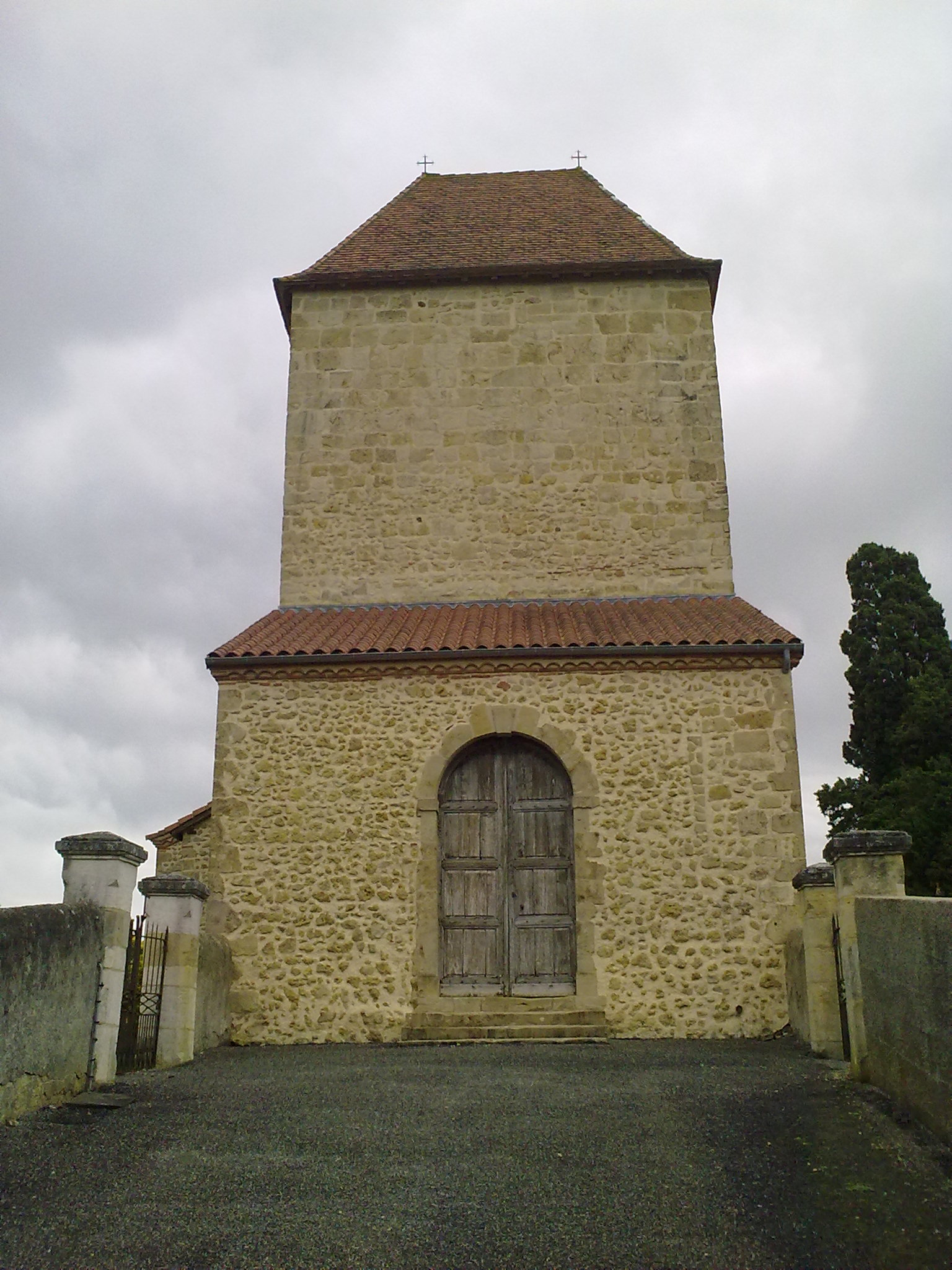
Церковь
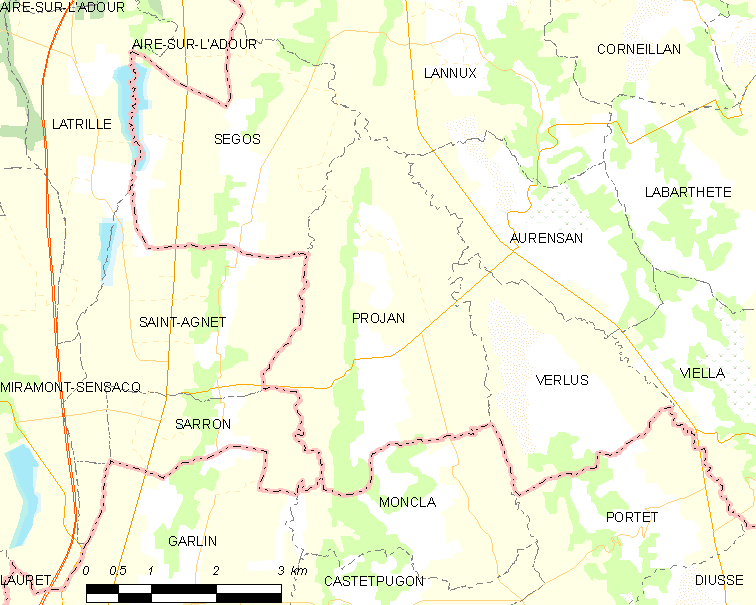
Карта коммуны